# El Higo (Veraguas)
El Higo es un corregimiento del distrito de La Mesa, en la provincia de Veraguas, República de Panamá. Su creación fue establecida mediante Ley 35 del 10 de mayo de 2012, siendo segregado del corregimiento de San Bartolo. Su cabecera es El Higo.